# 因幡国庁跡

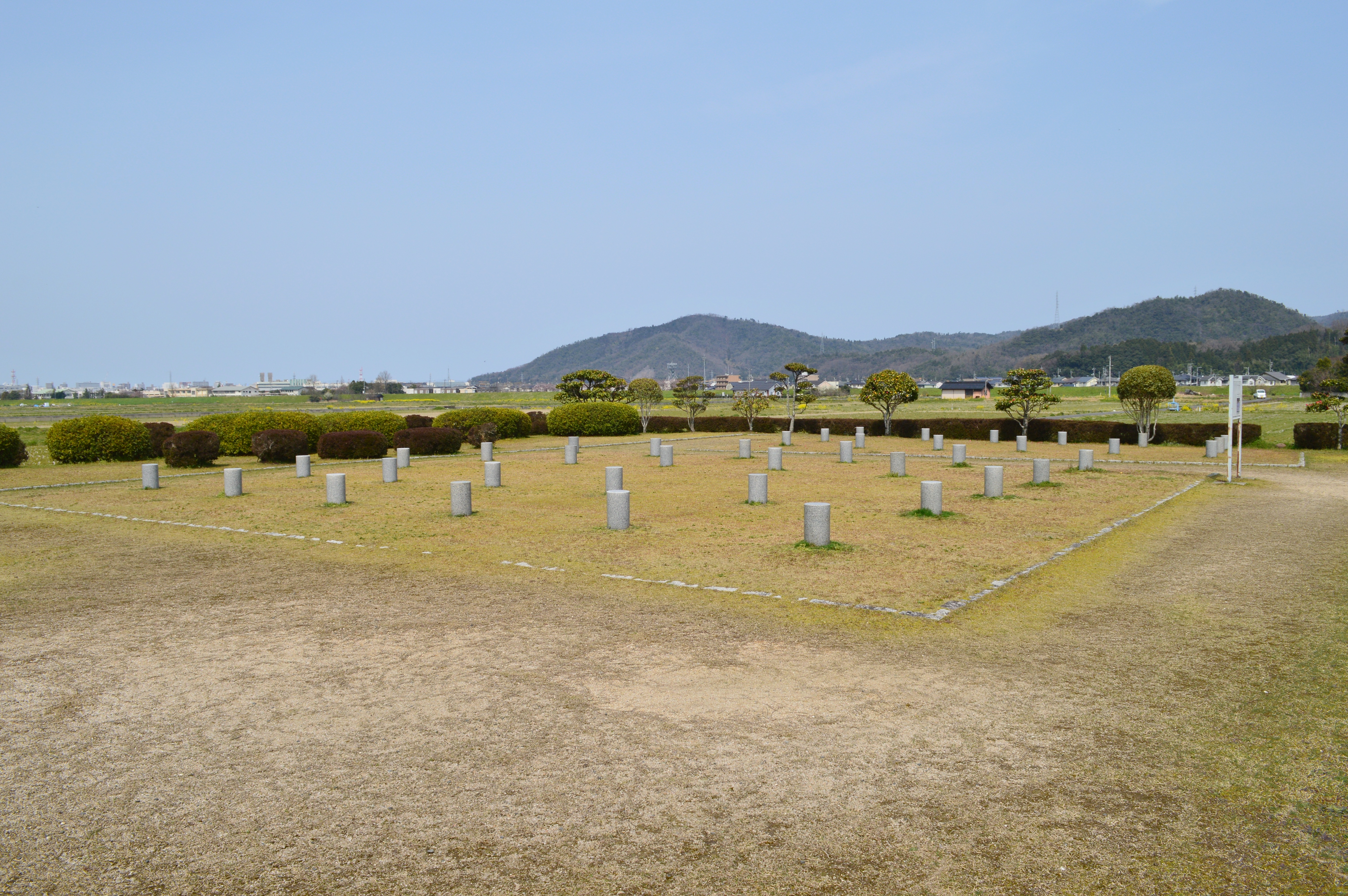
因幡国庁跡 正殿（手前）・後殿（右奥）

因幡国庁跡（いなばこくちょうあと）は、鳥取県鳥取市国府町中郷にある律令制下の地方行政機関の中心となる国府の政庁跡。国の史跡に指定されている。因幡国は、鳥取県のほぼ東半分にあたる。本国庁跡は、鳥取市の東方約10キロメートルの所にあり、近くに因幡万葉歴史館がある。

## 発掘結果

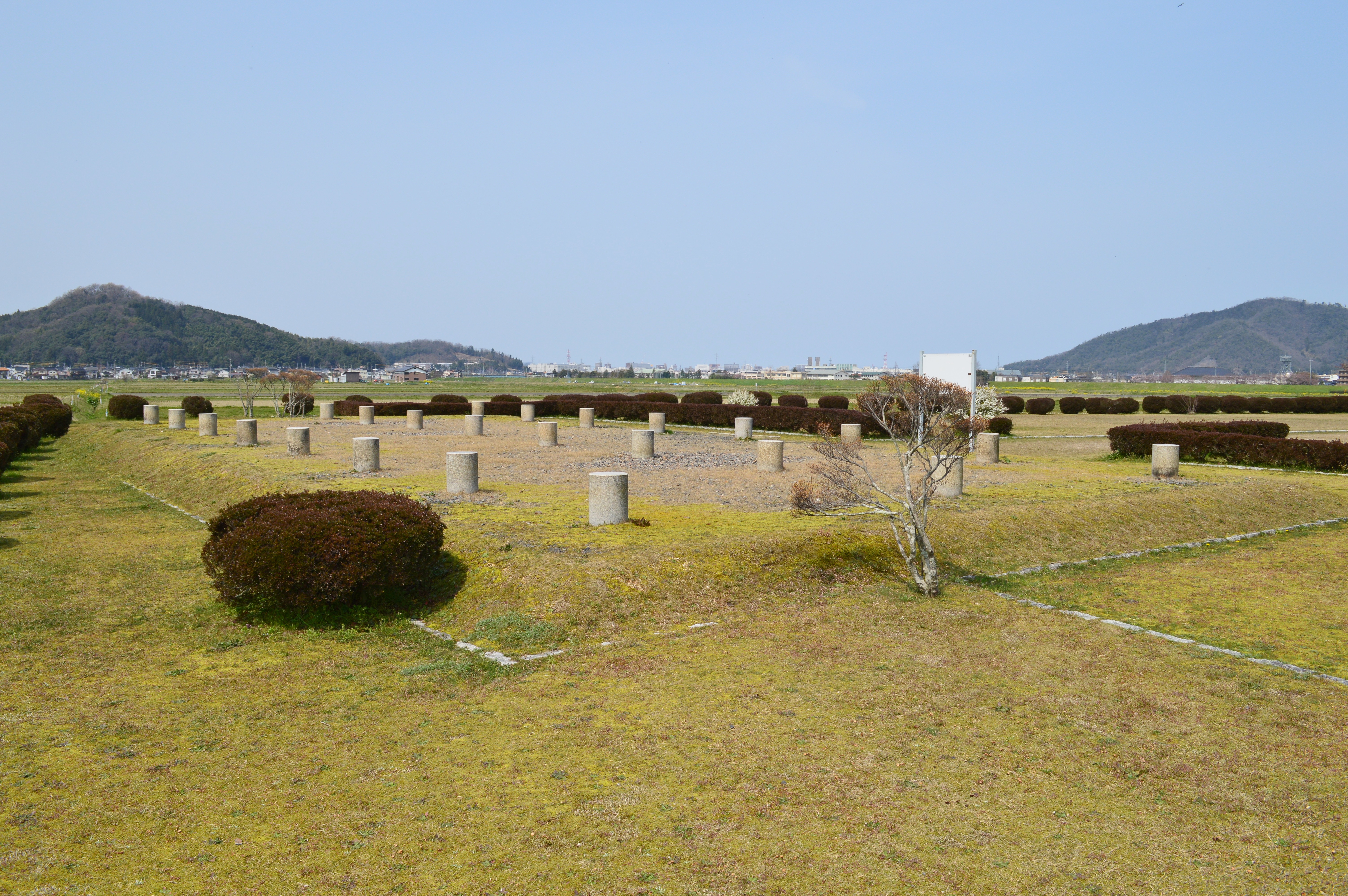
南門跡

1977年（昭和52年）の発掘調査では、国庁の中心部にごく近いと推定される建物群の一画が発見されて、翌1978年（昭和53年）には史跡に指定されている。発掘調査で10軒余の掘立柱建物、2条の柵、2基の井戸、数本の道路と溝などが検出された。これらの遺構は、石積み遺構や溝に囲まれており、中心殿舎は、桁行5間×梁間4間で南北の両面に廂を持つ掘立柱建物と後方約7、8メートルに軸線を同じくして桁行5間×梁行2間の切妻型の掘立柱建物である。中心殿舎の南側約750メートルの所に桁行7間×梁間3間以上の東西棟の掘立柱建物（中世に下る）が国庁の南限を示していると考えられている。
これら中心遺構の年代は、近くの溝から出土した「仁和2年假分」（886年、けぶん）の墨書を持つ題簽（だいせん）、木簡やその他の資料から、平安時代初期以降のものと考えられている。

## 出土品
国庁を象徴する遺物の代表的なものは、石帯（せきたい）、硯、題簽、木簡、墨書土器、緑釉陶器などが挙げられる。

## 国司
因幡国庁は、大伴家持が国守として着任したことでも知られる。

## 文化財

### 国の史跡
- 因幡国庁跡 - 1978年（昭和53年）7月21日指定[2]。